# Laszlo Miklosch
Laszlo Miklosch (29 de julio de 1966) es un deportista alemán que compitió en lucha libre. Ganó una medalla de plata en el Campeonato Europeo de Lucha de 1990, en la categoría de 57 kg.

## Palmarés internacional
| Campeonato Europeo | Campeonato Europeo | Campeonato Europeo | Campeonato Europeo |
| Año                | Lugar              | Medalla            | Categoría          |
| ------------------ | ------------------ | ------------------ | ------------------ |
| 1990               | Poznań (Polonia)   | Medalla de plata   | 57 kg              |